# Chamkir
Pour les autres significations, voir Şəmkir (raion).
Şəmkir (ou Chamkir ou Shamkir ou Semxir) est une ville de la République d'Azerbaïdjan, capitale du raion de Şəmkir, située à l'ouest de la deuxième ville du pays, Gandja.
Şəmkir était nommée Annenfeld par une colonie d'Allemands de 1818 à 1914 puis a été rebaptisée Annino jusqu'en 1938 et Samkhor (Şamxor) de 1938 à 1991.

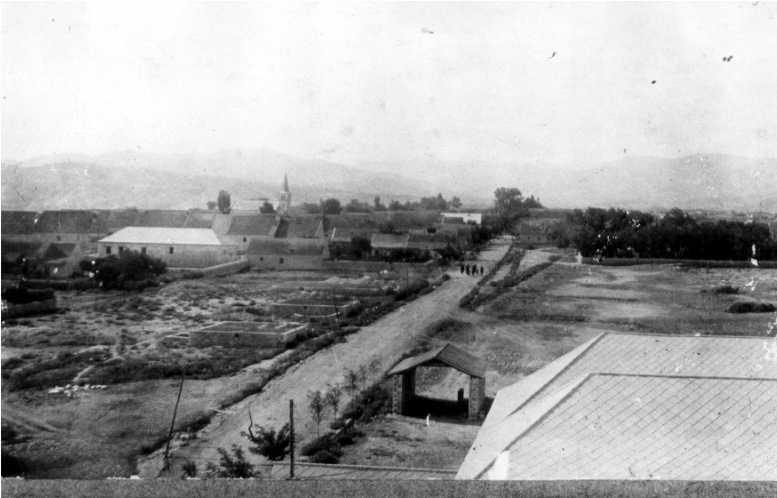
Vue de Annenfeld (Şəmkir).

## Personnalités liées à la ville
- Molla Veli Vidadi, né le 17 mars 1709 à Shamkir, est un poète azerbaïdjanais du  XVIIIe siècle.
- Sahiba Qafarova, présidente de l'Assemblée nationale depuis 2020.